# Pseudcardiochilus abnormipes
Pseudcardiochilus abnormipes är en stekelart som beskrevs av Hedwig 1957. Pseudcardiochilus abnormipes ingår i släktet Pseudcardiochilus och familjen bracksteklar. Inga underarter finns listade i Catalogue of Life.